# Agenzia informazioni e sicurezza interna
L'Agenzia informazioni e sicurezza interna (nota anche con l'acronimo AISI) è l'organizzazione di investigazione informativa, delegata alla sicurezza interna della Repubblica Italiana.
Parte del Sistema di informazione per la sicurezza della Repubblica, ha compiti di informazione, sicurezza e di controspionaggio all'interno del territorio nazionale.

## Storia
Istituita con la riforma dei sistemi di informazione per la sicurezza italiani del 2007 per trasformazione del SISDe, il prefetto Franco Gabrielli ne è stato il primo direttore dal 28 agosto 2007. Ad aprile del 2007, il Direttore dell'AISI Franco Gabrielli affidò al suo vice direttore vicario Francesco La Motta, l'incarico di comporre la lista degli oltre 80 agenti segreti del SISDe da "epurare" dal nuovo servizio, con l'avvio della "procedura di restituzione ad amministrazione di provenienza". Questo porterà a un contenzioso tra l'amministrazione e gli agenti dismessi, che ricorreranno anche al Tar, senza successo, compromettendo però la riservatezza del sistema in quanto i ricorsi sono pubblici e le carte giudiziarie svelarono uomini e procedure amministrative dei servizi.
Gabrielli è stato poi sostituito il 15 giugno 2008 dal prefetto Giorgio Piccirillo, già generale dei carabinieri, che ha confermato come uno dei vice La Motta affiancandogli il prefetto Nicola Cavaliere (vice direttore operativo) e il generale Paolo Poletti.
Dal 15 giugno 2012 è nominato direttore il capo di stato maggiore dei Carabinieri, Arturo Esposito, sostituito nel 2016 dal generale dei Carabinieri Mario Parente.
Nel maggio 2019 è stata inaugurata la nuova sede unitaria dei servizi, che ospita gli uffici di vertice del Dis, delle agenzie e parte di quelli operativi, sita in piazza Dante nel rione Esquilino a Roma.
Dopo otto anni di guida del generale Mario Parente, il 9 aprile 2024 il Presidente del Consiglio Giorgia Meloni ha nominato a partire dal 19 aprile, Bruno Valensise, finora vice direttore del DIS, quale nuovo Direttore dell'Agenzia, il primo non proveniente dalle file dei Carabinieri o della Polizia.

## Organizzazione
Il direttore dell'AISI è affiancato da due vice direttori, nominati e revocati dal Presidente del Consiglio dei ministri sentito il direttore. Gli altri incarichi nell'ambito dell'Agenzia sono nominati dal direttore dell'AISI. L'incarico di direttore dell'AISI ha la durata massima di 4 anni ed è rinnovabile per una sola volta.
Gli attuali vice direttori sono il Gen. CC. Carlo de Donno e il Gen. della Guardia di Finanza Leandro Cuzzocrea. 
Il regolamento di funzionamento è stato emanato con DPCM n. 4 del 26 ottobre 2012, mentre quello relativo allo status giuridico ed economico dal DPCM n. 1 del 23 marzo 2011.

## Attività
Il direttore dell'AISI risponde al presidente del Consiglio dei ministri, quale autorità cui è affidata l'alta direzione e la responsabilità generale della politica dell'informazione per la sicurezza italiana, o all'Autorità delegata per la sicurezza della Repubblica.
Il 4° comma dell'art. 6 della legge 124/2007 stabilisce in particolare il divieto di eseguire operazioni all'estero; queste sono consentite, con l'obbligo di coinvolgere anche la corrispondente Agenzia informazioni e sicurezza esterna (AISE), soltanto in casi di stretta connessione con la propria attività. In questo caso è previsto l'intervento coordinato dal direttore generale del Dipartimento delle informazioni per la sicurezza, con l'intento di evitare sovrapposizioni funzionali e territoriali con l'AISE ed il II Reparto Informazioni e Sicurezza dello Stato maggiore della difesa.
Svolge anche attività di divulgazione editoriale dei temi di intelligence, attraverso la rivista Gnosis il cui direttore responsabile è Alessandro Ferrara.

## Operazioni rilevanti
A seguito di segnalazioni inoltrate da agenti di questo servizio, è stato possibile collaborare con le forze di polizia italiane già attive per la cattura del mafioso Gerlandino Messina.

## Stemma
Lo stemma dell'Agenzia Informazioni e Sicurezza Interna è stato concesso con DPR 28 maggio 2013. Esso riprende elementi presenti in logotipi come quello adottato dal S.I.S.De. nell'ottobre 2002 o nel primo emblema dell'AISI del 2007. 
Lo scudo è troncato: al centro l'ombra di sole simboleggia l'azione, propria dell’intelligence, di rendere manifesto ciò che appare oscuro, come la luce che dissolve le tenebre rappresentate dallo smalto di nero nella partizione inferiore dello scudo, per svelare le insidie portate al Paese, rappresentato dalla cinta muraria nella metà superiore; al di sotto della scudo è presente il motto Scientia Rervm Reipvblicæ Salvs.

## Direttori
- dirig. gen. P.S. Franco Gabrielli (28 agosto 2007 – 15 giugno 2008)
- generale CC Giorgio Piccirillo (15 giugno 2008 – 15 giugno 2012)
- generale CC Arturo Esposito (15 giugno 2012 – 16 giugno 2016)
- generale CC Mario Parente (16 giugno 2016 – 19 aprile 2024)
- dott. Bruno Valensise (dal 19 aprile 2024)